# 1504 у науці
У 1504 році в науці й техніці відбулися такі важливі події.

## Картографія
- Близько 1504 року Педру Рейнел створив карту Атлантичного океану. Це найстаріша відома морська карта, що показує широти та розу вітрів.

## Події
- В ніч з 29 лютого на 1 березня Христофор Колумб використав свої знання про місячне затемнення, щоб переконати ямайські племена забезпечити його припасами.
- 7 листопада — Колумб повертається до Іспанії зі своєї четвертої та останньої подорожі, в якій він та його молодший син Фердинандо досліджували узбережжя Центральної Америки від Белізу до Панами.

## Народились
- Шарль Етьєн (помер 1564), французький анатом.

## Померли
- 19 червня — Бернгард Вальтер (нар. 1430), німецький астроном.
- точна дата невідома — Доменіко Марія Новара да Феррара (нар. 1454), італійський астроном.